# Vasilij I. Dimitrijevič
Vasilij I. Dimitrijevič (rusko: Василий I Дмитриевич), moskovski knez, veliki knez Vladimira, * 30. december 1371, † 27. februar 1425.
Vasilij I. je vladal od leta 1389. Tako kot njegov oče je vztrajno krepil moč moskovske kneževine, jo širil z nakupi ozemelj in s pritiski na sosede. Dobro se je znašel v pogajanjih s tatarskimi kani, ki so mu večkrat potrdili položaj velikega kneza Vladimira.

## Življenjepis
Vasilij I. je bil najstarejši sin moskovskega velikega kneza Dimitrija Donskega. Še kot mladenič je leta 1383  potoval k tatarskemu kanu Tohtamišu, da bi za svojega očeta dobil kanov pristanek (jarlik) za naziv velikega kneza Vladimira. Diplomatsko je pri kanu opravil z odposlanci očetovega tekmeca, kneza Tvera, in uspel v svojem poslanstvu.  A Tohtamiš ga je na svojem dvoru zadržal kot talca. Leta 1386 je izkoristil kanov spor s kanu nadrejenim Timurlenkom, zbežal in se vrnil v Moskvo.
Kljub temu je leta 1388 vodil moskovsko vojaško enoto, ki jo je Moskva prispevala k Tohtamiševi vojski, na pohodu proti Timurlenku v Centralno Azijo. Po vrnitvi je leta 1389 prejel od Tohtamiša pravico, da nasledi očeta kot veliki knez Moskve in Vladimira. 
Leta 1392 je ponovno odpotoval h kanu Tohtamišu in na lahek način (ker je kan zaradi spora s Timurlenkom potreboval denar) kupil jarlik  za kneževine  Suzdal, Nižni Novgorod, Tarusa, Murom ter za Gorodec Meščenskij v kneževini Rjazan. S tem je prehitel suzdalsko-nižnegorodskega kneza Borisa, ki pa tudi ni odnehal; spopadi z Borisom in njegovimi nasledniki za Suzdal so trajali vse do leta 1414, ko je bilo ozemlje kneževine Suzdalije dokončno pripojeno Moskovski veliki kneževini.
Vasilij si je ves čas prizadeval ožiti avtonomijo močnega Velikega Novgoroda, čemur se je ta upiral. Spori so leta 1397 prerasli v oborožen spopad. Moskovska vojska je prodrla do novgorodskega mestnega obzidja. Moskovski veliki kneževini je bilo tedaj pripojenega veliko novgorodskega ozemlja (Kaluga, Vologda, Veliki Ustjug, dežela ljudstva Koma).
Leta 1402 je rjazanski knez prepustil vodenje zunanjih zadev svoje kneževine Moskvi.
Leta 1395 je Timurlenk uničil Zlato hordo. Od ruskih dežel je zavzel le Rjazan, potem pa se je ustavil. Tohtamiš je zbežal v Litvo. V Zlati hordi so naslednjih 12 let vladale anarhične razmere. Vasilij je tedaj Tatarom nehal plačevati davek, pobiral pa ga je še naprej in z njim krepil svojo vojsko in državo.
Vasilij je na zahodu, v poljsko-litvanskih sporih, podpiral litvanskega kneza Vitautasa in se leta 1392 celo poročil z njegovo hčerko Sofijo. Zavezništvo pa se je izkazalo kot neiskreno; ko se je rešil pritiska Poljakov, je Vitautas leta 1395 s prevaro zavzel Smolensk in Vjazmo in začel groziti Moskvi. Leta 1408 je Vasilij pristal na izgubo Smolenska in sklenil z Litvo mir, ki je začrtal mejo med državama na reki Ugri.
Po smrti Timurlenka (1405) je nekdanji Tohtamišev in Timurlenkov vojskovodja Emir Edigu združil dele nekdanje Zlate horde in se spomnil, da Rusi že dobrih 10 let ne plačujejo davka. Leta 1408 je z vojsko pregazil veliko ruskega ozemlja (Nižni Novgorod, Gorodec, Perejaslavelj, Serpuhov, Dmitrov) in prišel z vojsko pred Moskvo. Cel mesec jo je oblegal, tudi s topovi, uničil okolico, a obzidje je zdržalo. Potem ko je dobil vojno odškodnino, se je umaknil. A Mongoli so se spet začeli boriti med seboj in ruskih kneževin nekaj časa niso ogrožali.
Tatari so postali spet nevarnejši, ko jim je zavladal Tohtamišev sin,  Jalal al-Din. Leta 1412 so k njemu potovali trije ruski knezi, moskovski, tverski in nižnogorodski. Ponovno je bil Vasilij tisti, ki je prepričal kana in spet dobil jarlik za velikega kneza; Rusi so Tatarom spet plačevali davek.
Vasilij je v času svojega vladanja ozemlje Moskovske velike kneževine močno povečal. Svojo hčerko Ano (1393-1417) je poročil z bizantinskim cesarjem Ivanom VIII. Paleologom, kar je povečalo ugled Moskovske kneževine v tujini.
A času Vasilija I. je deloval ruski slikar Andrej Rubljov. Srbski urar Lazar je v stolp velikoknežje palače v Moskvi vgradil prvo javno mehanično uro, kakršnih je bilo tedaj v Evropi le kakih 10.
Vasilija I. je nasledil njegov desetletni sin Vasilij II. (1415-62), ki je edini od njegovih sinov preživel očeta.